# بوخالي
بوخالي (Μποχάλη) هي مدينة في زاكينثوس في مقاطعة كينتريكي إلادا في اليونان.